# Parc provincial Cape Chignecto
Le parc provincial Cape Chignecto (anglais : Cape Chignecto Provincial Park) est un parc provincial situé en Nouvelle-Écosse (Canada). Parc sauvage, il tire son nom du cap de Chignectou, un promontoire qui divise la baie de Fundy, avec la baie de Chignectou vers le nord et le canal Minas menant au bassin  des Mines, à l'est. Le parc, qui a ouvert en 1998, est le plus grand parc provincial de la Nouvelle-Écosse.

## Paysage
Le paysage du parc est réputé pour la côte spectaculaire  avec de vastes réseau de sentiers de randonnée. Les falaises, qui sont les plus hautes de la partie continentale de la Nouvelle-Écosse sont situées le long de la côte sud du parc et ont une hauteur de 200 mètres. Le parc occupe une superficie de 5951 ha et a plus de 30 km de côtes non perturbées avec géologie unique des fonctionnalités telles que des plages soulevées, des grottes et stacks. La géologie complexe a été créé par la collision continentale le long de la  faille de Cobequid.  Il contient également plusieurs camps de bûcherons abandonnés, des scieries et les villes fantômes d'Eatonville et de New Yarmouth. Un ravin isolée appelé Refugee Cove est le site où les Micmacs ont mis à l'abri des Acadiens lors de la déportation des Acadiens. 
Le mélange des températures estivales avec le froid des eaux de la baie de Fundy crée de fréquents brouillards, donnant comme résultat une végétation qui ressemble à celle de la forêt humide et qui nourrit une « forêt de brouillard » de grandes épinettes rouges et de nombreuses espèces rares de lichens. Les hautes falaises du sud du parc servent d'habitat à des espèces de vesces et de primevères avec  des caractéristiques de milieux alpins qui lui sont unique en Nouvelle-Écosse. Le cap de Chignectou sert aussi d'abri à la population d'orignaux de la partie continentale de la Nouvelle-Écosse qui est en voie de disparition.
Les marées montent de 12 mètres le long du littoral du parc provoquant une submersion rapide en certains points. Plusieurs randonneurs ont été pris au piège et ont dû être secourus, lorsque les marées montantes les ont piégés contre des falaises abruptes, dont un couple et un chien qui ont dû être sauvés de la montée des eaux à Eatonville par un hélicoptère de la BFC Greenwood, en juillet 2014.

## Installations
Le parc possède plus de 50 kilomètres de sentiers, à la fois pour la randonnée d'une journée et la longue randonnée. Un centre d'interprétation, une aire de pique-nique, des toilettes et une boutique sont basées au point de départ à Red Rocks près d'Advocate Harbour. En plus de 80 emplacements de camping accessibles à pied seulement, plusieurs cabanes et refuges sur les sentier peuvent être loués par les randonneurs. Une tour d'incendie abandonnée depuis 2012 est situé au point le plus élevé du parc à  New Yarmouth. Un nouveau centre d'interprétation a été construit à Eatonville en 2008-2009. Financé par une contribution fédérale-provinciale de 350 000 $ annoncée en juillet 2008, l'achèvement du centre a été retardé par le mauvais temps, mais ouvert le 30 juillet 2009. Les sentiers du cap de Chignectou font partie des 400 km du réseau de sentiers Cape to Cape reliant le cap de Chignectou avec cap George, dans le comté d'Antigonish. Le parc est accessible à partir de route 209.

## Histoire
Le Gouvernement de la Nouvelle-Écosse a acheté le terrain qui se compose actuellement du parc en 1989 et l'a ajouté aux terres de la Couronne, administrées par le ministère des Ressources naturelles. Ces terrains ont été établis comme parc provincial le 23 juin 1998, après plusieurs années de planification et de développement des sentiers et des terrains de camping. Pour sa superficie, le parc provincial Cape Chignecto est le plus grand parc provincial de la Nouvelle-Écosse.

## Galerie

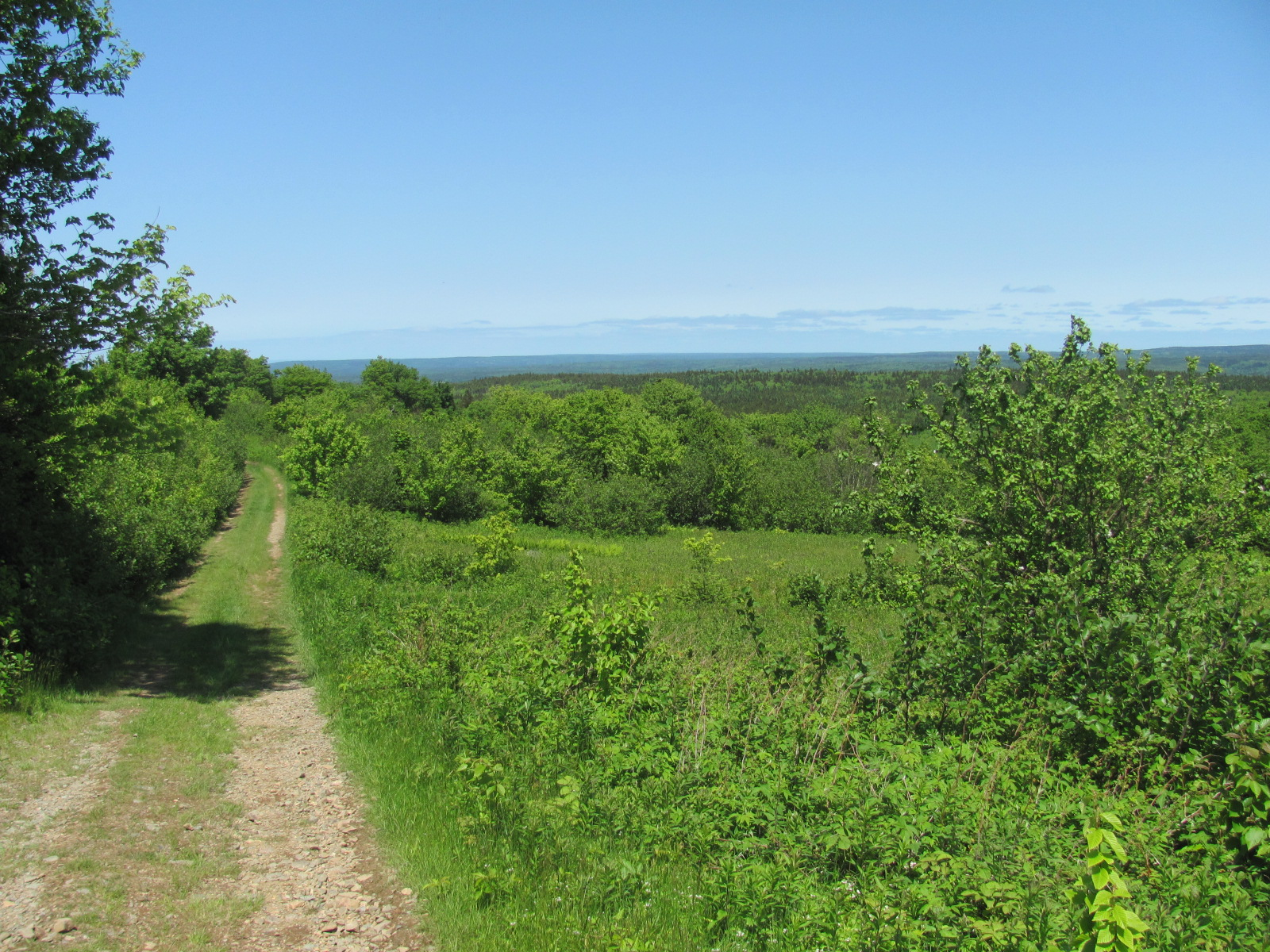
Friches à NewYarmouh.